# Pseudolimnophila contempta
Pseudolimnophila contempta är en tvåvingeart som först beskrevs av Osten Sacken 1869.  Pseudolimnophila contempta ingår i släktet Pseudolimnophila och familjen småharkrankar. Inga underarter finns listade i Catalogue of Life.